# Vláda Edgara Savisaara
Vláda Edgara Savisaara byla vládou Estonské republiky od 3. dubna 1990 do 30. ledna 1992.
| Funkce                           | Jméno             | Funkční období        | Strana |
| -------------------------------- | ----------------- | --------------------- | ------ |
| Premiér                          | Edgar Savisaar    | 03.04.1990–30.01.1992 |        |
| Státní sekretář                  | Raivo Vare        | 17.04.1990–29.01.1992 |        |
| Ministr výstavby                 | Gennadi Golubkov  | 11.04.1990–29.01.1992 |        |
| Ministr školství                 | Rein Loik         | 03.04.1990–30.01.1992 |        |
| Ministr spravedlnosti            | Jüri Raidla       | 19.04.1990–29.01.1992 |        |
| Ministr využívání zdrojů         | Aleksander Sikkal | 17.04.1990–31.12.1991 |        |
| Ministr obchodu                  | Ants Laots        | 03.04.1990–31.12.1991 |        |
| Ministr obchodu                  | Aleksander Sikkal | 01.01.1992–29.01.1992 |        |
| Ministr životního prostředí      | Toomas Frey       | 11.04.1990–13.02.1991 |        |
| Ministr životního prostředí      | Tõnis Kaasik      | 13.02.1991–29.01.1992 |        |
| Ministr kultury                  | Lepo Sumera       | 10.04.1990–29.01.1992 |        |
| Ministr hospodářství             | Jaak Leimann      | 11.04.1990–29.01.1992 |        |
| Ministr zemědělství              | Vello Lind        | 07.04.1990–13.02.1991 |        |
| Ministr zemědělství              | Harri Õunapuu     | 13.02.1991–29.01.1992 |        |
| Ministr financí                  | Rein Miller       | 07.05.1990–29.01.1992 |        |
| Ministr infrastruktury           | Toomas Sõmera     | 03.04.1990–20.06.1992 |        |
| Ministr dopravy                  | Tiit Vähi         | 03.04.1990–16.04.1991 |        |
| Ministr dopravy a infrastruktury | Tiit Vähi         | 16.04.1991–29.01.1992 |        |
| Ministr vnitra                   | Olev Laanjärv     | 17.04.1990–29.01.1992 |        |
| Ministr sociálních věcí          | Siiri Oviir       | 25.04.1990–29.01.1992 |        |
| Ministr sociálních věcí          | Arvo Kuddo        | 17.04.1990–24.10.1991 |        |
| Ministr práce                    | Arvo Kuddo        | 24.10.1991–29.01.1992 |        |
| Ministr zdravotnictví            | Andres Ellamaa    | 10.04.1990–29.01.1992 |        |
| Ministr pro energii a průmysl    | Jaak Tamm         | 25.04.1990–12.12.1991 |        |
| Ministr zahraničních věcí        | Lennart Meri      | 11.04.1990–29.01.1992 |        |
| Ministr bez portfeje             | Endel Lippmaa     | 11.04.1990–29.01.1992 |        |
| Ministr bez portfeje             | Artur Kuznetsov   | 24.04.1990–29.01.1992 |        |